# クラージュ・コンペティション

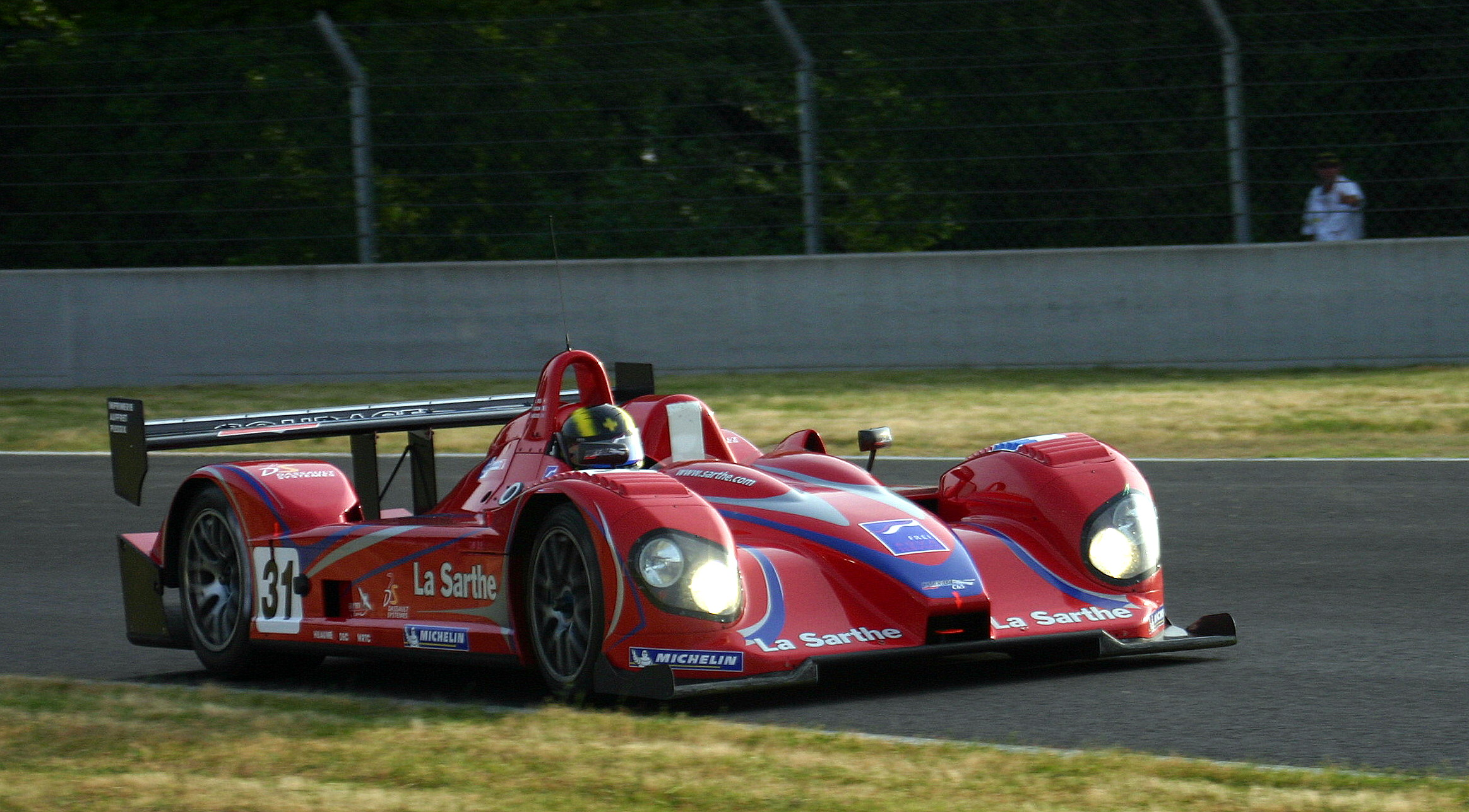
2004年 クラージュ・C65 AER

クラージュ・コンペティション（仏: Courage Compétition）は、かつて存在した、フランスのルマンにあるサルト・サーキット近くに拠点を置く、レーシングチームおよびシャーシコンストラクターだった。会社設立以前はヒルクライムを走らせていた、フランスのレースドライバーであるイブ・クラージュによって設立された。2007年、クラージュはオレカによって買収され、その幕を閉じた。

## 歴史

### イブ・クラージュ
イブ・クラージュ（1948年4月27日生まれ）は1972年にレースキャリアを開始し、1970年代を通じてさまざまなヒルクライムでレースを行った。 1980年までに、彼はモンドールを含む80以上のヒルクライムレースで優勝した。しかし1977年、イブ・クラージュはスポーツカーレースに移り、1981年ル・マン24時間レースに初めて参加した。ジャン・フィリップ・グランドとともに、クラージュのローラ-BMWは2L以下のスポーツクラスで勝利を収めた。この成功により、クラージュは自分の会社を設立することを決め、ル・マンで競争できるプロトタイプのシャーシの制作を開始した。そして、1982年にクラージュ・C01を完成してクラージュ・コンペティションが設立された。

### 創成期
1982年のルマン24時間レースでデビューした、クラージュ・C01は、フォードコスワースDFL V8を使用し、グループCクラスに参加した。ところが、リタイアを余儀なくされ、車はわずか78周しか走行できなかった。クラージュは、C01の次期型であるC02で次年も続けた。チームはまた、財政的に支援するためにプリマガスのスポンサーを獲得したが、シャーシ名はクラージュではなくクーガーに変更された。これは、何年も続いた。しかし、チームは1983年と1984年もルマンでフィニッシュすることができなかった。しかし1985年、チームはポルシェとの契約を発表した。これにより、チームの戦闘力が強化された。

### ポルシェエンジン時代
1985年、イブ・クラージュはポルシェと契約を結び、フォード・コスワースからエンジンを変更した。クラージュはポルシェのターボチャージャー付水平対向6気筒エンジンにより良くフィットする、クーガーC12をデビューさせた。チームは、1985年に20位、1986年に18位だったため、この組み合わせは成功だった。
そして1987年のル・マンは、ファクトリーチームのポルシェ・962Cと自チームが参戦した962Cに次ぐ、総合3位でフィニッシュした。同じ年に、クラージュは世界スポーツカー選手権にスポット参戦し、クーガーC20とポルシェ962Cで総合8位を獲得した。この成功に、クラージュのシャーシとチームがル・マンで成功することができると信じ、イブ・クラージュはチームの運営に集中するために正式にドライバーを辞めた。

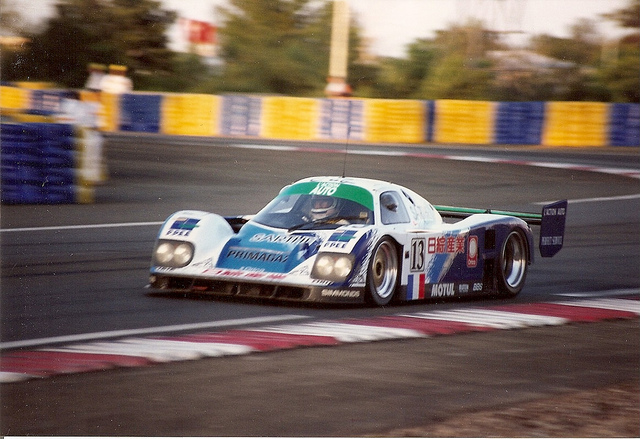
クラージュ・C30LM (1993年ルマン)

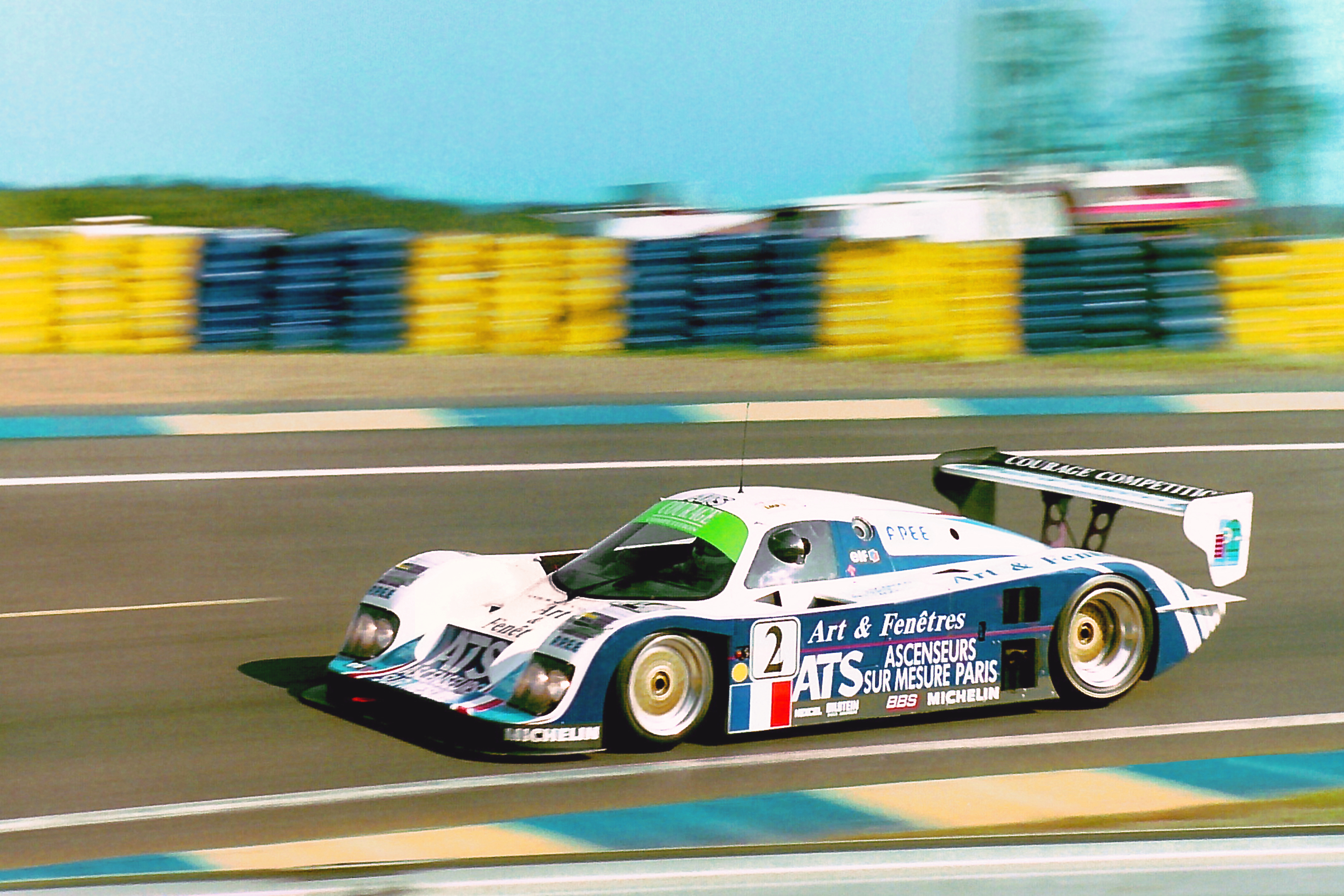
クラージュ・C32LM (1994年ルマン)

ところが1988年は、チームはその成功を維持することができず、ル・マンでのエントリー3台いずれも完走できず、世界スポーツカー選手権では1回のポイントを獲得だった。しかしチームは1989年のル・マンで総合14位でC2クラス優勝(ドライバーの1人は粕谷俊二)、世界スポーツカー選手権で総合11位になった。翌年、クラージュはC1クラスに戻り、ル・マンで総合7位になり、1991年には11位になった。
スポーツカーレースのルール変更により、クラージュは1991年にルマンのC2クラス（旧ルールに準拠した車）に、1992年のル・マンはC3（ポルシェエンジン搭載車のクラス）になった。しかし、C3クラスのクラージュ・C28LMがクラス優勝を果たし、総合6位でフィニッシュした。この車は、後年クラージュと関係を築くポルシェのファクトリードライバー、アンリ・ペスカロロがドライブした。
1993年、世界スポーツカー選手権の終焉とともに、クラージュは再びC2クラスに戻り、ル・マンで10位と11位のフィニッシュ（クラス5位と6位）。1994年にLMP1クラスで総合7位フィニッシュを果した。 

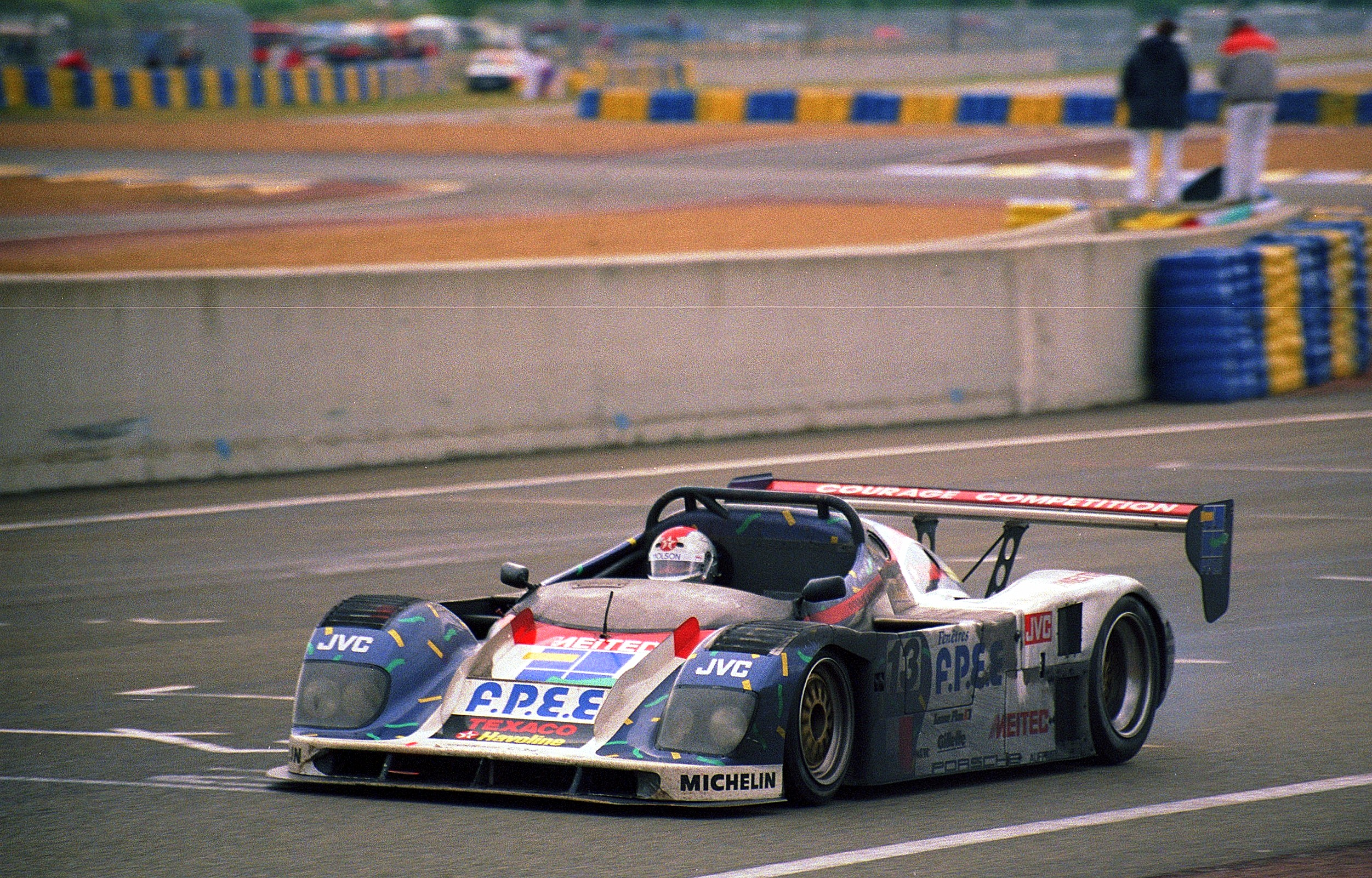
クラージュ・C34 (1995年ルマン)

1995年のル・マンでは、ドライバーのボブ・ウォレク 、 エリック・エラリー 、 マリオ・アンドレッティが＃13 クラージュ・C34で参戦。結果、チームは総合2位で、マクラーレン・F1 GTRに1周差だった。1996年のルマンでは、クラージュ・C36は総合7位と13位で、ルマンプロトタイプ（LMP1）クラスで2位と3位だった。2チームのうちの1つは、実質アンリ・ペスカロロによって運営されていた。ペスカロロは、クラージュに関連した独自のチームの結成を始めていた。1997年のル・マンで、クラージュ・C41、C36が総合4位、7位、16位だった。しかし、1998年のルマンでは、クラージュとポルシェのパートナーシップは10年以上であり、クラージュが使用していたエンジンの設計も古かった。結果ポルシェエンジンでのクラージュの最後のレースとなったが、ポルシェ、日産、トヨタのLMGT1クラスのペースについていけず、総合15位と16位でフィニッシュした。
アンリ・ペスカロロは、1999年のルマンでは、新しく自身の設立したチームで、ポルシェエンジンのクラージュ・C50で、総合9位フィニッシュを達成した。

### 日産エンジンへ

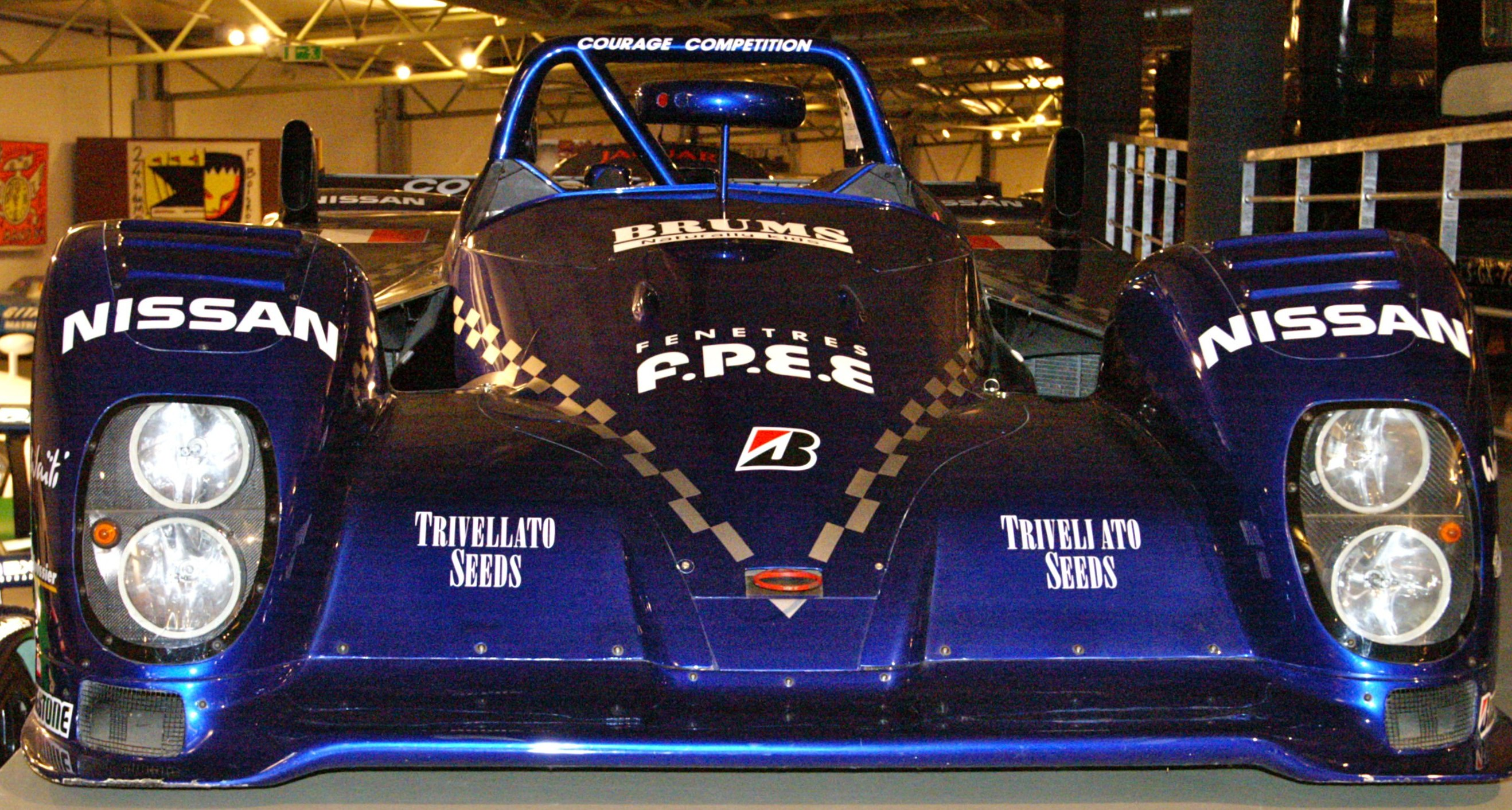
クラージュ・C52 日産

日産モータースポーツは、当時R390 GT1でGT1クラスで参戦してたが、1999年にオープンコックピットプロトタイプの開発を検討していた。プロジェクトを支援するために、日産はシャーシの開発だけでなく、日産が必要なテストと走行距離を獲得するサポートの為に日産エンジンを使用するクラージュを頼った。したがって、1998年のルマンには、2台のポルシェエンジンのクラージュに加えて、2台の日産エンジンのクラージュ・C51も参戦した。どちらもR390GT1と同様の日産・VRH35L 3.5LV8ターボを使用した。しかし、ポルシェエンジン車が完走した一方で、両方の日産エンジン車はフィニッシュできなかった。
1999年、日産はクラージュとの関わりを継続。日産は自チームの日産・R391と一緒に走るために、クラージュ・C52のシャーシを購入し、クラージュは引き続き日産エンジンを使用して開発した。1999年のルマンでは、クラージュは6位、ニスモは8位、 ペスカロロロ・スポールのクラージュ・C50 ポルシェは9位でフィニッシュした。しかし、日産・R391はトラブルで完走できず、その年限りで日産はスポーツカーレースから撤退し、クラージュとの関係を終わらせることになった。

### 新時代

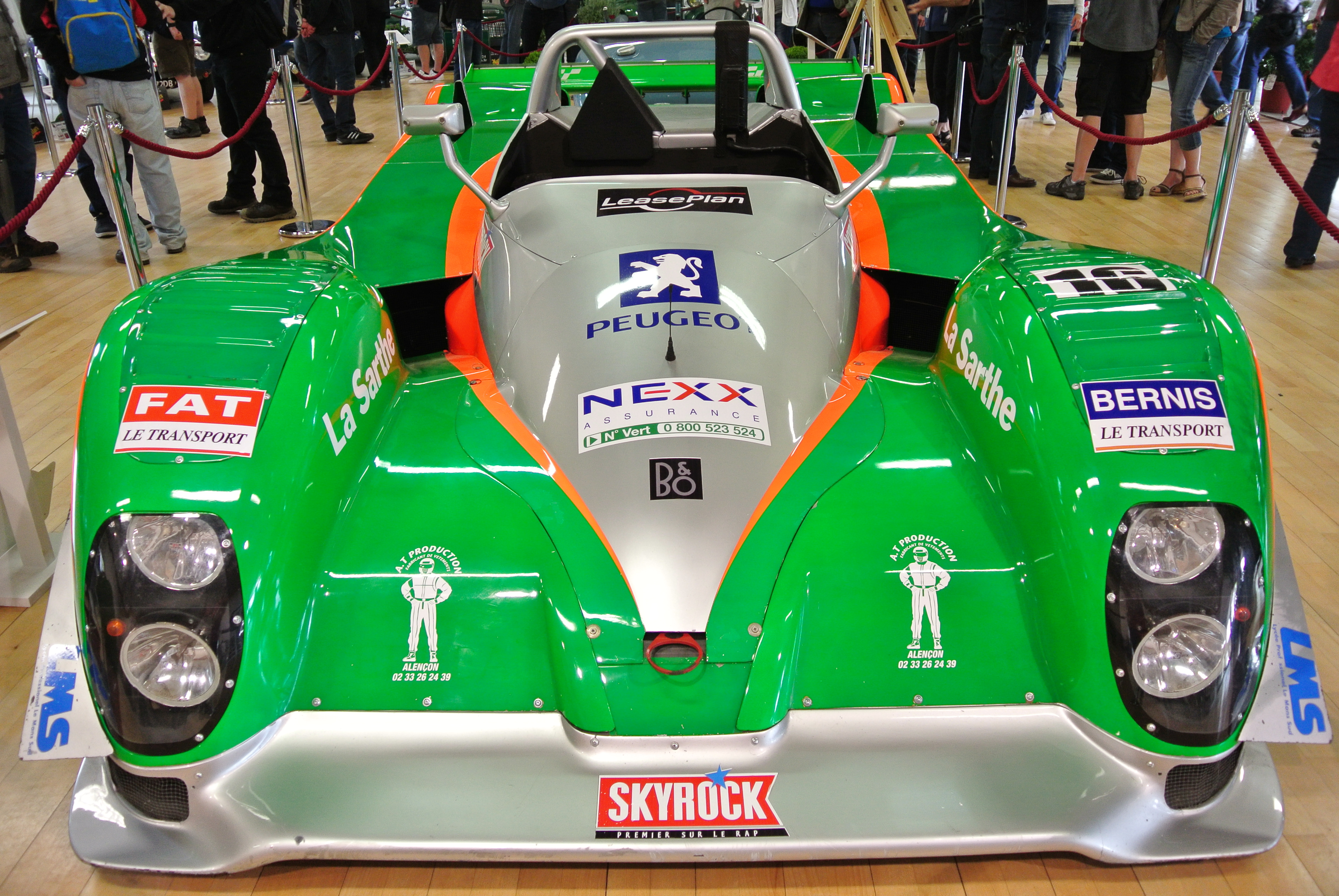
2000年ル・マンでペスカロロスポールがクラージュ・C52 プジョーで、4位フィニッシュした。

2000年、クラージュ・C60と呼ばれるLMP1クラスの新シャーシをデビューさせた。C60は、撤退した日産に代わり、新しくV10ジャッドエンジンを使用。同時に、ペスカロロスポールは、プジョーエンジンでクラージュ・C52をアップグレードした。ペスカロロはル・マンで4位フィニッシュしたが、クラージュは完走できなかった。
2001年には、ペスカロロはC60シャーシを2台購入しにアップグレードした。1台は総合13位でフィニッシュし、2台目はフィニッシュできなかった。クラージュのジャッドエンジンの車もリタイアした。
2002年は、ペスカロロの1台が10位完走し、クラージュのマシンが15位完走した。
2003年は、クラージュC60が今までの最高の7位でフィニッシュし、ペスカロロの車が8位と9位だった。 2003年後半、クラージュは、LMP675（後のLMP2）クラス用に、C65と呼ばれる新シャーシをデビューさせた。このシャーシは、 ルマン1000kmレースでデビューし、クラス優勝、総合4位を獲得した。
当時、ペスカロロスポールはC60の独自開発を始めていた。 2004年にクラージュ・C60とは違う車となり、マシンはペスカロロ・C60となった。ペスカロロは、アウディ勢に続いて、ルマンでは総合4位になった。ペスカロロとクラージュは新たに始まったルマン耐久シリーズに参戦した。クラージュ・C65はル・マンでは完走できなかったが、ルマン耐久シリーズでLMP2クラスでチームチャンピンを獲得した。クラージュはC65を、フランスのポール・ベルモンドレーシングとイプシロンスポーツと米国のミラクルモータースポーツなどのカスタマーチームにシャーシを供給し、最終的には10台のC65が製造され、当時のLMP2クラスで最大のメーカーになった。
クラージュはC60の開発に戻り、2005年に新たなLMP1規定に対応した、C60「ハイブリッド」にアップグレードした。ルマンでは総合8位を獲得し、ペスカロロのC60ハイブリッドは総合2位でフィニッシュした。

### その後の奮闘

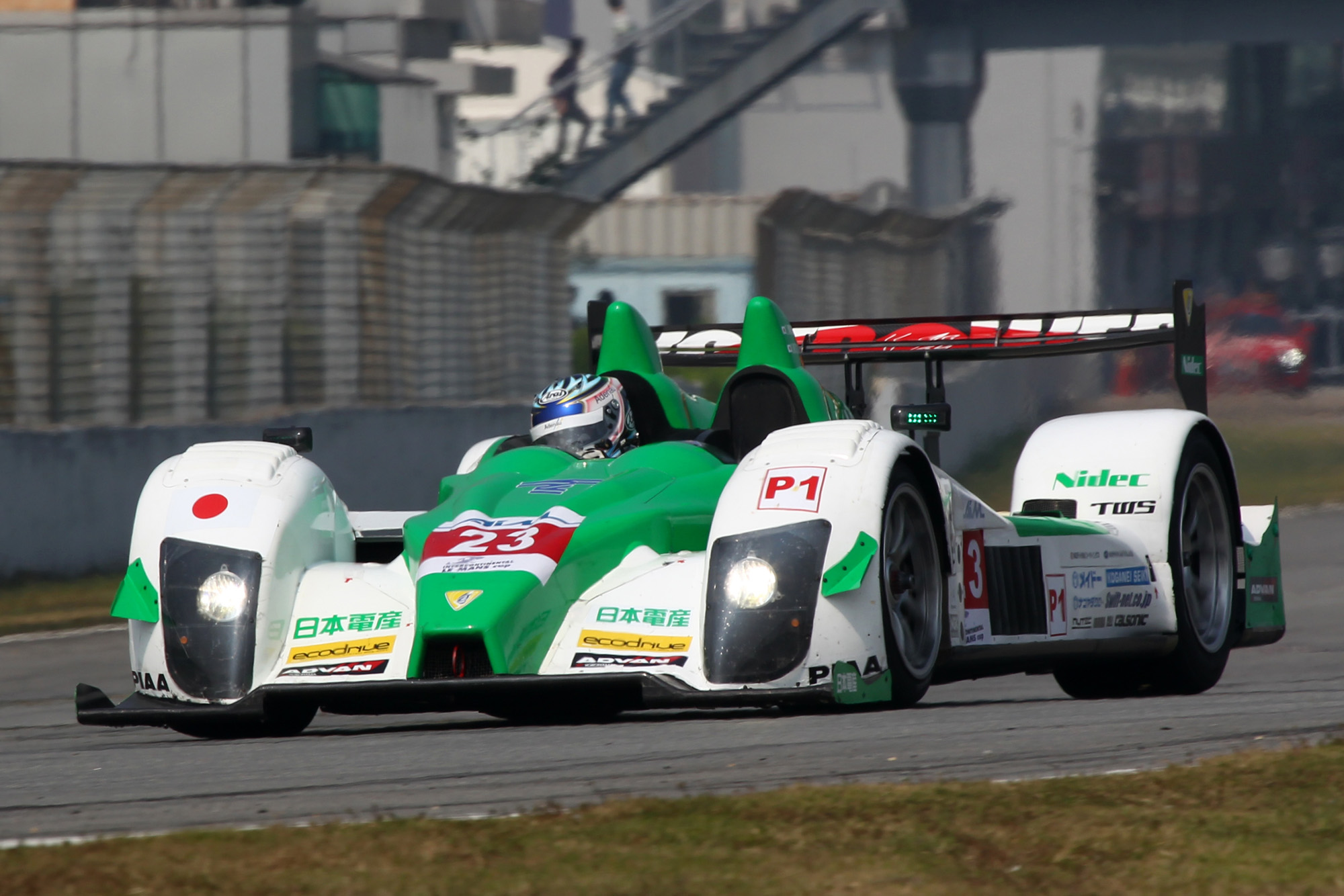
クラージュ・LC70

2006年、クラージュは、横浜ゴムと無限からの支援を受けて、ルマンシリーズを2台のマシンで出場した。クラージュはC60を新型のLC70に更新した。無限は全日本スポーツカー耐久選手権で新クラージュシャーシに、無限のV8エンジンを搭載した。4台目のLC70は、同じくルマンシリーズに参戦していたスイス・スピリットチームに販売された。一方、ペスカロロスポーツは、大幅に改造された独自のC60の使用を継続した。ペスカロロはLMSのLMP1クラス、5レース全て優勝し、総合優勝した。一方、スイス・スピリットは4位、クラージュチームは8位と10位だった。新しいマシンは、信頼性の問題を抱えていた。
LMP2では、クラージュ・C65のカスタマーの、バラジ・イプシロンチームがルマンシリーズのチームチャンピオンを獲得した。アメリカンルマンシリーズでは、マツダチームの取り組みでC65にロータリーエンジンを搭載してチームチャンピオンシップで3位を獲得した。
ル・マン24時間レースでは、ペスカロロのC60ハイブリッドが総合2位と5位になり、中野信治、黒沢治樹らがドライブした、クラージュ・LC70は2台ともリタイヤした。LMP2のミラクル・モータースポーツとバラジ・イプシロンのC65は完走した。

## オレカへ

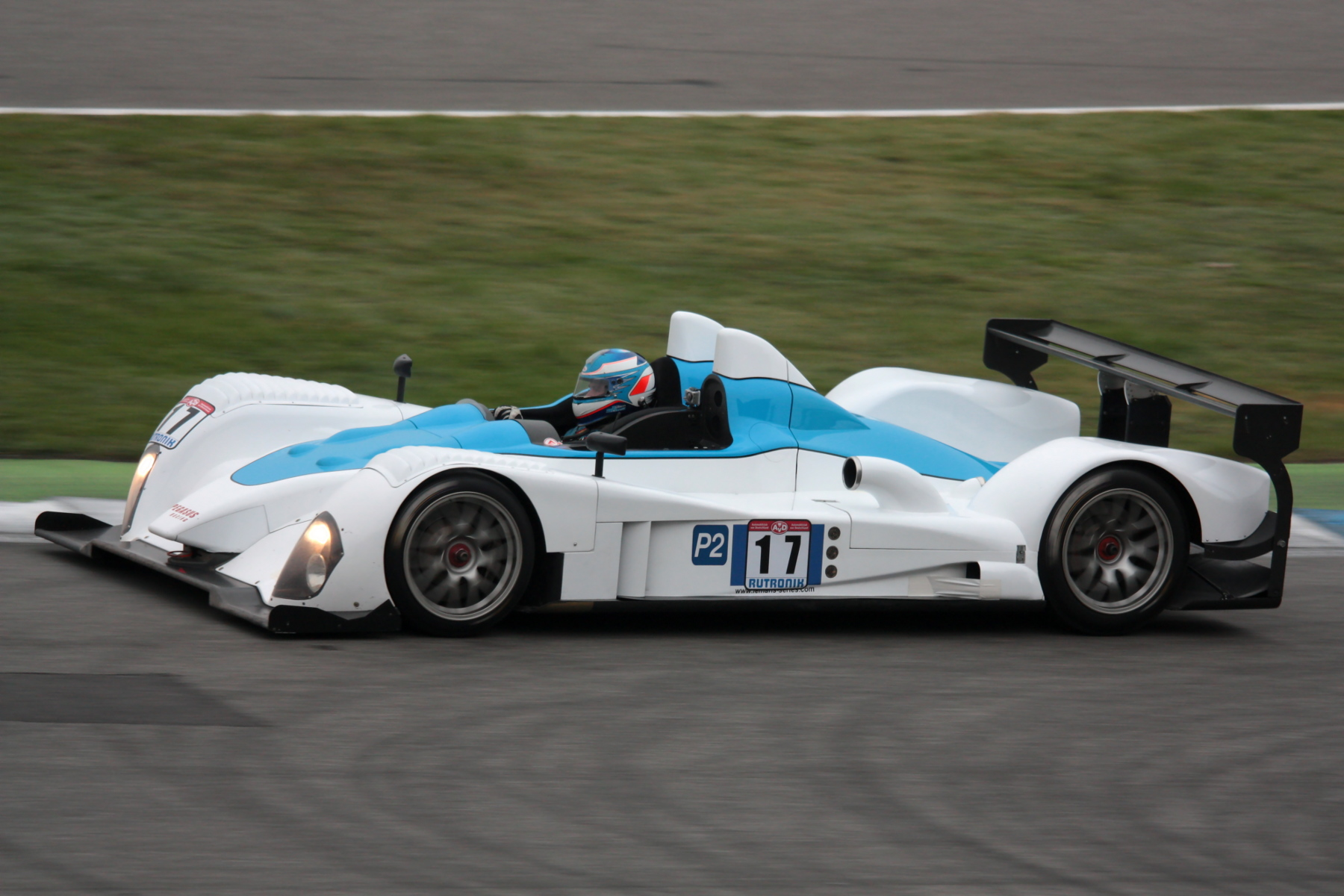
ホッケンハイムリンクでのクラージュ・LC75

2007年、クラージュはC65に代わるLMP2マシン、LC75を開発した。アキュラは、アメリカンルマンシリーズ用に3台を正式に購入し、ボディワークを大幅に変更し、アキュラ・ARX-01として公認された。ルマンシリーズでも以前のC65からLC75に変更された。クラージュとの契約が終了した無限の後継としてAER製エンジン使用した。
2007年の新規定に準拠するためにC60からマシンの変更を余儀なくされたペスカロロは、コンストラクターになることを決断し、新シャーシを開発。新たにペスカロロ・01と呼ばれる彼らの新車は、2つのチームが開発において互いに助け合い続けたものの、もはやクラージュのシャーシとは関係が無くなった。
2007年9月14日、オレカはクラージュの買収を発表した。イブ・クラージュは会社に残り、オレカはクラージュのエンジニアの専門知識を使い、全く新しいル・マン・プロトタイプを開発した。

## レーシングカー
これらは、クラージュ・コンペティションが設立以来製作してきたシャーシの名称。記載されている日付は、各シャーシが最初に参戦した年。
- C01-フォード（1982）
- C02-フォード（1984）
- C12-ポルシェ（1985）
- C20-ポルシェ（1987）
- C22-ポルシェ（1988）
- C24S-ポルシェ（1990）
- C26S-ポルシェ（1991）
- C28S-ポルシェ（1992）
- C30LM-ポルシェ（1993）
- C32LM-ポルシェ（1994）
- C34-ポルシェ（1995）
- C36-ポルシェ（1996）
- C41-シボレー（1995）
- C41-ポルシェ（1996）
- C50-ポルシェ（1998）
- C51-日産（1998）
- C52-日産（1999）
- C52-プジョー（2000）
- C60-ジャッド（2000）
- C60-プジョー（2001）
- C65-JPX（2003）
- C65-AER (2005）
- C65-ジャッド（2005）
- LC70-無限（2006）
- LC70-AER（2007）
- LC75-AER（2007）
- アキュラ・ARX-01-LC75をベースに、大幅に改良し、独自のものとした。(2007年)